# Preyssac-d'Excideuil
Preyssac-d'Excideuil é uma comuna francesa na região administrativa da Nova Aquitânia, no departamento Dordonha. Estende-se por uma área de 3,39 km². Em 2010 a comuna tinha 152 habitantes (densidade: 44,8 hab./km²).